# Bébé Hong-Suong
Bébé Hong-Suong, pseudoniem van Andrée Giroud (Hanoï, 10 december 1932 - Wasseiges, 23 augustus 2022) was een Vietnamees-Belgische jazz-zangeres die bekendstaat voor de hit Rio de Janeiro, dat op nummer 5 stond in de Belgische hitparade in 1955. Ze werkte zowel onder haar geboortenaam Andrée Giroud als onder de pseudoniemen Bébé Hong-Suong, Bébé Suong en Dee Dee (Dee Dee and her Panchos). Bébé was getrouwd met de Belgische percussionist Jean-Luc Van Lommel.

## Levensloop
Bébé Hong-Suong was een dochter van een Tonkinese moeder en een Franse vader. Haar vader was orkestleider bij de Opera van Hanoï en leraar viool. Bébé groeide op in Frankrijk. Haar vader les gaf er les aan het conservatorium van Lyon, waar Bébé ook studeerde.
Toen ze 15 jaar oud was, trad ze op als leadzangeres van een tango-orkest in Lyon. Kort daarna kreeg ze haar eerste contract bij het cabaret Beaulieu in Grâce-Hollogne (Luik). Ze vestigde zich in Luik waar ze trouwde met Jean-Luc Van Lommel en een zoontje kreeg. Tegelijkertijd ging ze als jazz-zangeres op tournee door Nederland en Duitsland om op te treden voor Amerikaanse troepen. Na haar terugkeer vestigde ze zich een paar jaar in Antwerpen.
Ze trad zowel op in België – onder andere in de casino’s van Knokke en Duinkerken, in het Hilton Hotel in Brussel, in verschillende jazzclubs in Brussel en Antwerpen, en op festivals in Wallonië – als in het buitenland. Zo toerde ze in Congo in opdracht van Sabena.
Bébé bracht zowel eigen nummers uit als interpretaties van bestaande chansons. Zo nam ze onder andere J’ai tant d’amour van Jean Darlier op, Anita, Rosita Pérez van Jean Ferrat, Je t’ai reconnu van Jean Broussolle en Sarah van Charles Aznavour en Jacques Plante.
Voor het Eurovisiesongfestival 1970 nam Bébé deel aan de liveshows op RTB. Tijdens de voorrondes eindigde ze twee keer op de derde plaats - met Le temps d’avril (eerste voorronde op 14 oktober 1969) en On n’avait dit (derde voorronde op 10 november 1969) - en twee keer op de vierde plaats – met Triste été (vijfde voorronde op 9 december 1969) en La fête aux musiciens (zesde voorronde op 23 december 1969). Bébé ging niet door naar de halve finale.
In 1970 startte Bébé met de band Bébé Suong and Cô Company, die voornamelijk begin jaren 70 in België optrad. Naast Bébé maakten Charly (Charles) Van Den Sande (bongo, conga), Jean-Pierre Venant (gitaar), José Wampach (drum, tamboerijn), Peter Venant (bas, zang) en Philippe Decae (synthesizer, orgel) deel uit van de band.
Ter gelegenheid van haar 85e verjaardag nam Bébé een album op dat haar artistieke carrière illustreert, Promenade in the airs. Het album bevat 19 nummers, waaronder een vertolking van Rio de Janeiro. Als eerbetoon aan Toots Thielemans schreef ze voor dit album een tekst op de melodie van Thielemans’ Bluesette. Het album werd opgenomen samen met Jean-Luc Van Lommel (percussie), Jean-Louis Rassinfosse (contrabas), Charles Loos (piano), Peter Hertmans (gitaar, synthesizer), Marc Hérouet (klavier), Alexandre Furnelle (contrabas) en Pascal Michaux (klavier, sax).
Enkele uren voor haar overlijden in 2022 legde ze nog de laatste hand aan een gepersonaliseerde versie van L’Hymne à l’amour van Edith Piaf. Die had ze tijdens de coronapandemie opgenomen met gitarist Peter Hertmans, pianist Tars Lootens, contrabassist Jean-Louis Rassifosse en percussionist Jean-Luc Van Lommel.

## Prijzen
Bébé won een gouden plaat met Rio de Janeiro, dat in 1955 op nummer 5 stond in de Belgische hitlijsten, en Nana.

## Discografie
| Jaar     | Titel                                              | Uitvoerders                                                            | Label          |
| 1955     | Rio De Janeiro / Nana                              | Bébé Hong-Suong, Ronnex Ensemble onder leiding van L. Marshall         | Ronnex Records |
| 1957     | Bébé Hong-Suong Chante Estramadura                 | Bébé Hong-Suong, Ronnex Ensemble onder leiding van Louis Marshall      | Ronnex Records |
| ca. 1957 | Anita, Rosita, Perez / C'était                     | Bébé Hong-Suong                                                        | Ronnex Records |
| 1960     | Sincero Yo Soy                                     | Bébé Hong-Suong                                                        | Ronnex Records |
| 1963     | Houp Di Hou / Parce Que Tu Es Là                   | Bébé Hong-Suong                                                        | Ronnex Records |
| 1963     | Tous Les Garçons Et Les Filles / Cœur Blessé       | Bébé Hong-Suong, orkestra Harry Frekin                                 | Teeny Records  |
| 1964     | Tous Les Garçons Et Les Filles / Amour Perdu       | Bébé Hong-Suong, Jean Paul, orkest onder leiding van Harry Frekin      | Disofoon       |
| 1964     | Hully Gully Mademoiselle / Tschau Tschau, Don Juan | Bébé Suong, studio-orkest onder leiding van Hans Hammerschmid          | Ariola GmbH    |
| 1964     | No Boy, Die Liebe Ist Nicht So, Boy                | Bébé Hong-Suong                                                        | Ariola GmbH    |
| 1966     | Mon Cœur Soupire                                   | Bébé Suong                                                             | RCA Victor     |
| 1966     | Mon Cœur Soupire / Mine De Rien                    | Bébé Suong                                                             | RCA Victor     |
| 1966     | Mine De Rien / Ne Crois Pas                        | Bébé Hong-Suong                                                        | RCA Victor     |
| 1967     | Love Is Always / Pancho                            | Dee Dee, orkest onder leiding van Albimoor                             | Palette        |
| 1973     | Golden Hit Parade                                  | Bébé Suong & Cô Company                                                | Monopole       |
| z.d.     | Chariot / Tous Les Garçons Et Les Filles           | Bébé Hong-Suong, Mary Ghislaine, orkest onder leiding van Harry Frekin | Melody         |
| z.d.     | Un Seul Rendez-Vous / La Fiesta                    | Bébé Hong-Suong, Ronnex Ensemble                                       | Ronnex Records |
| z.d.     | Un Jour L'Amour / Est-Ce Vous                      | Bébé Hong-Suong, Ronnex Ensemble onder leiding van Louis Marshall      | Ronnex Records |
| z.d.     | Zippity Zum / Papa Aime Le Mambo                   | Bébé Hong-Suong, Ronnex Ensemble onder leiding van Louis Marshall      | Ronnex Records |
| z.d.     | Estramadura / J'Ai Tant D'Amour                    | Bébé Hong-Suong, Ronnex Ensemble onder leiding van Louis Marshall      | Ronnex Records |
| z.d.     | Le Magicien / Sh-Boum                              | Bébé Hong-Suong, orkest onder leiding van Charlie Knegtel              | Ronnex Records |
| z.d.     | La Polka d’Amour / Sarah                           | Bébé Hong-Suong                                                        | CID            |
| z.d.     | Sarah / Le Monde Et Notre Amour                    | Bébé Hong-Suong, orkest onder leiding van Benny Couroyer               | CID            |
| z.d.     | Saturday Rain                                      | Bébé Suong & Cô Company                                                | BIAC Records   |
| 2017     | Promenade in the Airs                              | Bébé Hong-Suong                                                        | P. Daxhelet    |

- International Standard Name Identifier: 0000 0004 0653 0969
- MusicBrainz: a5630efa-7140-4c4e-a517-8de71eb09d5f
- Virtual International Authority File: 316986139
- WorldCat: E39PCjrQqJGMYWdM9bcgdmJHJC